# Žagarė

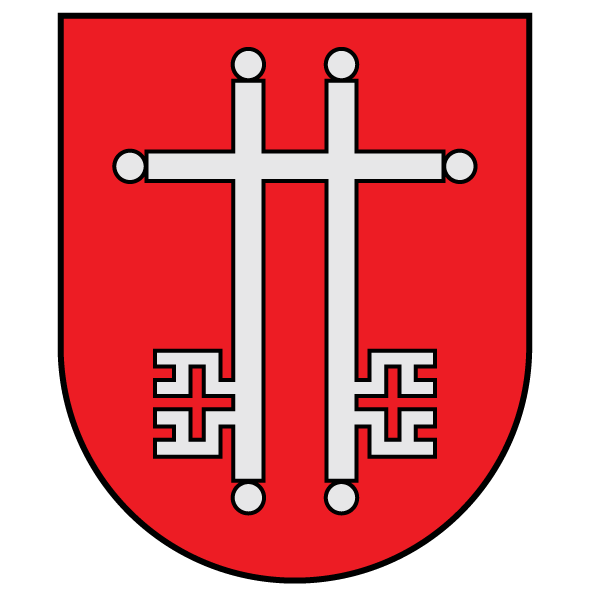
Armes de la ville

Žagarė (jusqu'en 1919 en allemand : Schagarren) est une petite ville de Lituanie du district de Šiauliai au nord du pays qui se trouve près de la frontière de la Lettonie. Elle comptait 2 064 habitants au 31 décembre 2010.

## Histoire
La ville avait avant la Seconde Guerre mondiale une communauté juive très importante. Le célèbre philosophe Yisroel Salanter (1810–1883) ainsi que le physicien Isaak Kikoin (1908–1984) y naissent.
Au cours de l'occupation de la ville par les Allemands, les juifs sont enfermés dans un ghetto. Le jour de Yom Kippour, le 2 octobre 1941, les juifs sont assassinés par un einsatzgruppen d'allemands et de leurs collaborateurs lituaniens dans une exécution de masse.

## Tourisme
- Le parc de la ville est l'œuvre de Georg Kuphaldt (1853-1938).
- Château de Schagarren, château néoclassique

## Jumelages
Zagare fait partie de la Charte des Communes Rurales d'Europe qui comprend une entité par État membre de l’Union européenne, soit 27 autres communes, :
- Hepstedt (Allemagne)
- Lassee (Autriche)
- Bièvre (Belgique)
- Slivo pole (Bulgarie)
- Léfkara (Chypre)
- Tisno (Croatie)
- Næstved (Danemark)
- Bienvenida (Espagne)
- Põlva (Estonie)
- Kannus (Finlande)
- Cissé (France)
- Kolindros (Grèce)
- Nagycenk (Hongrie)
- Cashel (Irlande)
- Bucine (Italie)
- Kandava (Lettonie)
- Troisvierges (Luxembourg)
- Nadur (Malte)
- Esch (Pays-Bas)
- Strzyżów (Pologne)
- Samuel (Portugal)
- Starý Poddvorov (Tchéquie)
- Ibănești (Roumanie)
- Desborough (Royaume-Uni)
- Medzev (Slovaquie)
- Moravče (Slovénie)
- Ockelbo (Suède)

## Personnalités
- Raimundas Udrakis (1965-), cavalier soviétique puis lituanien de saut d'obstacles, est né à Zagare.